# Sergio Limone
Sergio Limone (Torino, 24 luglio 1948) è un ingegnere italiano.
Ha preso parte a progetti di numerose e vittoriose auto sportive per il Gruppo Fiat, tra cui le Rally 037 e Delta per Lancia nei rally, e le 155 e 156 per Alfa Romeo nel turismo.

## Biografia
Perito meccanico, si laurea in ingegneria al Politecnico di Torino con una tesi su una vettura Formula Monza, macchina mai terminata della relativa carrozzeria; nel 1972 approda in Abarth, marchio appena entrato nell'orbita del Gruppo Fiat, lavorando fino al 1975 sui motori e applicazioni relative a vetture di Gruppo 2, Gruppo 4 e Gruppo 5.
Dal 1975 inizia il suo lavoro come telaista occupandosi della Fiat 131 e di altri prototipi, affiancando Mario Colucci allora responsabile dei telai; in collaborazione con Giorgio Pianta conduce inoltre test su varie vetture rally.
Ha lavorato sulla Fiat 131 Abarth Rally, impostata da Colucci per quanto riguarda il telaio, portandola fino a fine carriera, sopraggiunta nel 1979.
A fine 1978, a seguito di uno scontro con l'ingegnere Aurelio Lampredi, Colucci si licenzia sicché Limone viene promosso responsabile della progettazione e sperimentazione veicoli, relativamente al reparto esperienze.
In quei mesi Limone si occupa dello sviluppo della vettura del Gruppo Fiat per il Campionato del mondo rally, scegliendo come idea vincente la Lancia Rally 037, evoluzione della Montecarlo e profondamente rivisitata per combattere contro le sempre più competitive vetture a quattro ruote motrici: la Rally 037, con la sua trazione posteriore, sarà l'ultima vettura 2WD a vincere il mondiale rally nel 1983.

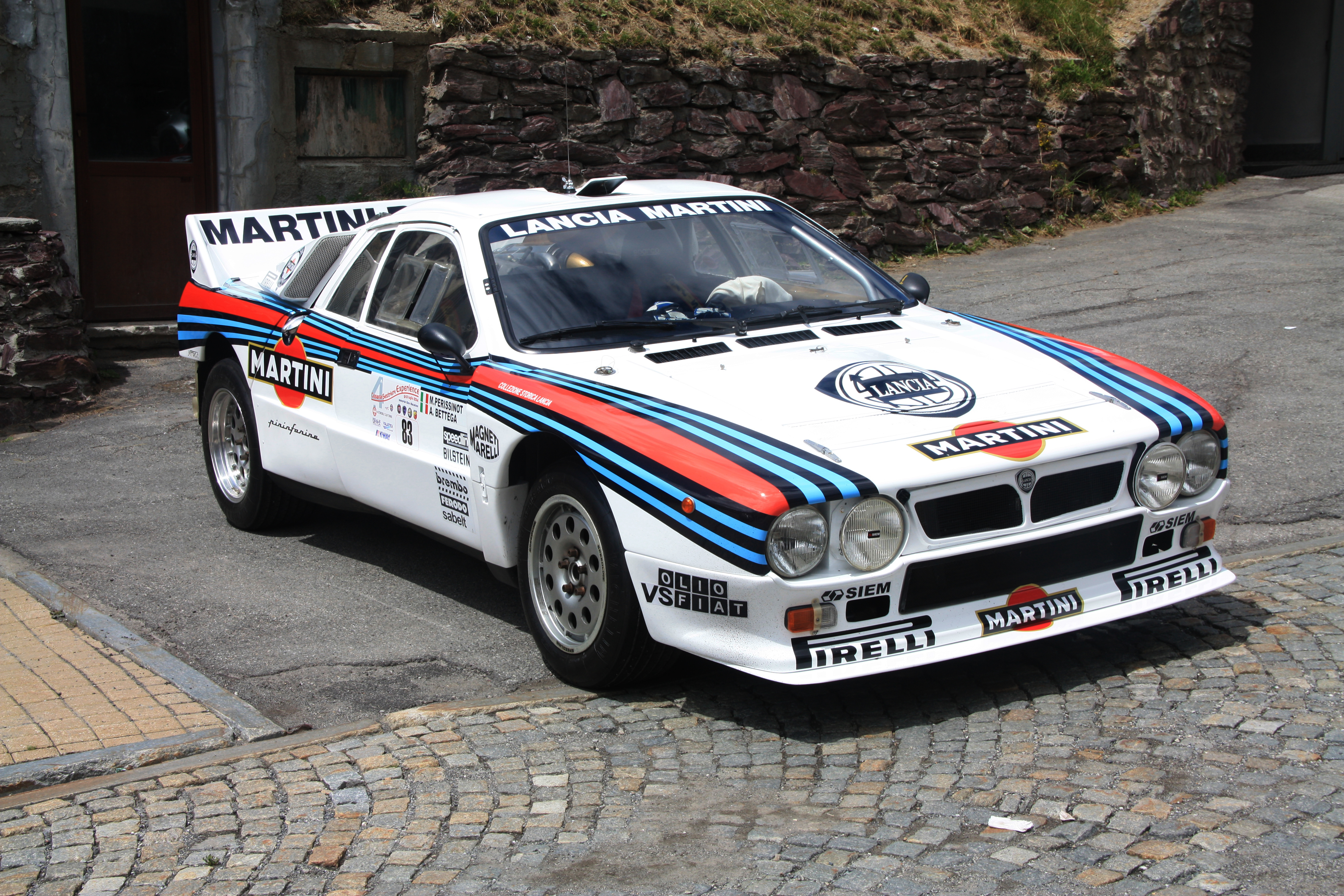
Lancia Rally 037

Partecipa poi allo sviluppo della Lancia Delta S4 negli anni d'oro del Gruppo B oltreché delle successive evoluzioni, come la Lancia ECV, che mai hanno visto i tracciati dopo l'abolizione della categoria. Con l'emergere del Gruppo A, partecipa quindi alle evoluzioni della Lancia Delta (HF 4WD e HF Integrale) per le successive e plurivittoriose partecipazioni ai rally fino al 1991, anno in cui Lancia si ritira dall'attività sportiva.
Frattanto prende parte allo sviluppo di una vettura di Gruppo C, l'Alfa Romeo Sport Prototipo, derivata dalla Lancia LC2 e aggiornata di tutti i contenuti per renderla vincente, che però non correrà mai in pista per sopraggiunte scelte dirigenziali.
Trasferitosi in blocco con tutti gli ex rallysti Lancia in Alfa Corse, nel 1991 Limone inizia i primi studi per una vettura Alfa Romeo vincente nelle competizioni turismo; nello specifico si parla di una vettura berlina con meccanica della Lancia Delta HF Integrale e la carrozzeria dell'Alfa Romeo 155 in versione corsa.
Oltre alle vetture sviluppate per le corse su pista, sviluppa la 155 GTA Stradale, prodotta in un solo esemplare con l'intento di stimolare l'interesse della dirigenza Alfa Romeo verso la produzione in serie; questa vettura non avrà mai un seguito produttivo.
Partecipa poi allo sviluppo della versione da corsa dell'Alfa Romeo 156, pensata per i campionati ETCC e WTCC dei primi anni 2000.